# 3615 Safronov
3615 Safronov è un asteroide della fascia principale. Scoperto nel 1983, presenta un'orbita caratterizzata da un semiasse maggiore pari a 3,1712277 UA e da un'eccentricità di 0,1181574, inclinata di 2,10723° rispetto all'eclittica.
L'asteroide è dedicato all'astronomo russo Viktor Sergeevič Safronov.